# Grosbois-lès-Tichey
 Grosbois-lès-Tichey  là một xã ở tỉnh Côte-d’Or trong vùng Bourgogne-Franche-Comté, phía đông nước Pháp. Xã Grosbois-lès-Tichey nằm ở khu vực có độ cao trung bình 182 mét trên mực nước biển.